# Cephalocoema nigrotaeniata
Cephalocoema nigrotaeniata är en insektsart som beskrevs av Cândido Firmino de Mello-Leitão 1939. 
Cephalocoema nigrotaeniata ingår i släktet Cephalocoema och familjen Proscopiidae. Inga underarter finns listade i Catalogue of Life.